# Figlie di Betlem
Le Figlie di Betlem sono un istituto religioso femminile di diritto pontificio: le suore di questa congregazione pospongono al loro nome la sigla F.d.B.

## Storia
La congregazione fu fondata da Virginia Besozzi: di nobile famiglia, si sentì chiamata a dare inizio a un'opera interamente dedicata alla cura degli orfani di madre e nel 1863, presso il santuario di Santa Maria della Vittoria di Milano, aprì la Casa di San Giuseppe.
Pe contrasti con il direttore della Casa, il sacerdote Filippo Schuhmacher, la Besozzi si trasferì in una nuova sede e il 17 aprile 1871 fondò la Casa di Betlem. Alla fondatrice si unirono Annetta Giudici, già sua collaboratrice presso la Casa di San Giuseppe, e altre compagne, alle quali la Besozzi diede una regola basata su quella delle agostiniane, già approvata nel 1837 dal cardinale Gaisruck.
L'istituto ricevette il pontificio decreto di lode il 26 giugno 1944 e il 3 luglio 1956 giunse l'approvazione delle costituzioni.

## Attività e diffusione
Le suore si dedicano ad attività caritative e assistenziali.
Prestano la loro opera in varie località della Lombardia; la sede generalizia è a Milano.
Alla fine del 2008 la congregazione contava 72 religiose in 6 case.